# Liam Bertazzo
Pour les articles homonymes, voir Bertazzo.
Liam Bertazzo (né le 17 février 1992 à Este) est un coureur cycliste italien. Il est notamment champion du monde de poursuite par équipes en 2021, champion d'Europe de l'américaine en 2013 avec Elia Viviani et champion d'Europe de poursuite par équipes en 2018. Son frère Omar est également coureur cycliste.

## Biographie
En 2007, Liam Bertazzo devient vice-champion d'Italien de poursuite par équipes chez les cadets (moins de 17 ans). En 2010, il termine deuxième du championnat d'Europe juniors avec le quatuor italien de poursuite par équipes, composé de Filippo Ranzi, Michele Scartezzini et Paolo Simion. L'année suivante, il est troisième avec son frère Omar du championnat d'Italie de course à l’américaine. En 2012 et 2013, il participe de plus en plus à des courses sur route. En 2012, il se classe de nouveau troisième du championnat d'Europe de poursuite par équipes (avec Ignazio Moser, Scartezzini et Simion), mais cette fois dans la catégorie élite.
En 2013, il devient champion d'Europe de course à l'américaine avec Elia Viviani. L'année suivante, il est vice-champion d'Europe de course aux points. Toujours en 2014, aux championnats nationaux, il est deuxième de la course aux points et troisième de la poursuite individuelle. En 2015, il décroche sa première médaille mondiale en devenant vice-champion du monde de l'américaine avec Viviani, à un point du duo français titré.
En 2016, il est sélectionné aux Jeux olympiques de Rio de Janeiro, où il se classe sixième  de la poursuite par équipes avec Simone Consonni, Filippo Ganna et Francesco Lamon. Aux mondiaux sur piste 2017 et 2018, il décroche la médaille de bronze en poursuite par équipes. En 2018, il est champion d'Europe de poursuite par équipes avec Elia Viviani, Lamon et Ganna.
En août 2020, il termine douzième du championnat d'Italie du contre-la-montre et se classe troisième du championnat d'Europe de relais mixte  organisé à Plouay dans le Morbihan. En 2021, il est réserviste pour la poursuite par équipes des Jeux de Tokyo, qui voit l'Italie remporter la médaille d'or sans lui. Il retrouve une place de titulaire aux championnats d'Europe (5e) et aux mondiaux de Roubaix, où le quatuor italien décroche le titre mondial.

## Palmarès sur piste

### Jeux olympiques
- Rio 2016
  - 6e de la poursuite par équipes

### Championnats du monde
| Édition / Épreuve              | Poursuite individuelle | Poursuite par équipes | Course aux points | Américaine               |
| Minsk 2013                     |                        | 9e                    |                   | 4e (avec Angelo Ciccone) |
| Cali 2014                      |                        | 11e                   |                   |                          |
| Saint-Quentin-en-Yvelines 2015 | 18e                    | 16e                   | 6e                | Argent                   |
| Londres 2016                   |                        | 4e                    |                   | 15e                      |
| Hong Kong 2017                 | 17e                    | Bronze                |                   | 10e                      |
| Apeldoorn 2018                 |                        | Bronze                | 10e               | 10e                      |
| Pruszków 2019                  |                        | 10e                   | 5e                |                          |
| Roubaix 2021                   |                        | Or                    |                   |                          |

### Coupe du monde
- 2017-2018
  - 1er de la poursuite par équipes à Pruszków (avec Francesco Lamon, Simone Consonni et Filippo Ganna)
  - 3e de la course aux points à Pruszków
- 2018-2019
  - 1er de la poursuite par équipes à Hong Kong (avec Francesco Lamon, Davide Plebani et Filippo Ganna)
  - 3e de la poursuite par équipes à Saint-Quentin-en-Yvelines
  - 3e de l'omnium à Cambridge
- 2019-2020
  - 2e de la poursuite par équipes à Glasgow

### Coupe des nations
- 2022
  - 1er de la poursuite par équipes à Cali (avec Davide Plebani, Jonathan Milan, Michele Scartezzini et Francesco Lamon)

### Championnats d'Europe
| Édition / Épreuve                | Poursuite par équipes | Course aux points | Américaine             |
| Saint-Pétersbourg 2010 (juniors) | Argent                |                   |                        |
| Panevėžys 2012                   | Bronze                |                   |                        |
| Apeldoorn 2013                   |                       |                   | Or (avec Elia Viviani) |
| Baie-Mahault 2014                |                       | Argent            |                        |
| Saint-Quentin-en-Yvelines 2016   | Argent                |                   |                        |
| Berlin 2017                      | Argent                |                   |                        |
| Glasgow 2018                     | Or                    | 7e                |                        |
| Granges 2021                     | 5e                    |                   |                        |

### Jeux européens
| Édition / Épreuve | Poursuite par équipes |
| Minsk 2019        | Argent                |

### Six jours
- Fiorenzuola : 2018 (avec Francesco Lamon)

### Championnats nationaux
- 2009
  -  Champion d'Italie de poursuite par équipes juniors (avec Nicolò Rocchi, Paolo Simion et Dario Sonda)
  -  Champion d'Italie de course aux points juniors
- 2010
  -  Champion d'Italie de poursuite par équipes juniors (avec Michele Scartezzini, Daniele De Danieli et Paolo Simion)
- 2011
  - 3e du championnat d'Italie de l'américaine
- 2012
  - 2e du championnat d'Italie du scratch
  - 3e du championnat d'Italie de l'américaine
- 2014
  - 2e du championnat d'Italie de course aux points
  - 3e du championnat d'Italie de poursuite
- 2016
  - 2e du championnat d'Italie de l'omnium
- 2022
  - 3e du championnat d'Italie de poursuite par équipes

## Palmarès sur route et classements mondiaux

### Palmarès amateur
| - 2009 - 2e du Trofeo San Rocco - 2011 - 2e de la Coppa Ardigò - 2012 - Trofeo Città di Osio Sotto - Coppa Città di Bozzolo - Gran Premio d'Autunno - 2013 - 2e de Milan-Busseto - 2e de la Coppa Penna - 2e du Circuito del Porto-Trofeo Arvedi - 2e du Giro del Valdarno - 3e de l'Astico-Brenta | - 2014 - Boucles de l'Essor - Circuit de l'Essor - 1re étape du Tour de Serbie - 2e de La Popolarissima - 3e du Gran Premio della Liberazione |  |

### Palmarès professionnel
- 2017
  - Tour de Chine I : 
    - Classement général
    - 2e étape
- 2020
  -  Médaillé de bronze du championnat d'Europe du relais mixte contre-la-montre

### Résultats sur les grands tours

#### Tour d'Italie
2 participations
- 2016 : abandon (14e étape)
- 2018 : 143e

### Classements mondiaux
| Année                                 | 2013 | 2014 | 2015  | 2016 | 2017 | 2018  | 2019 | 2020  | 2021 | 2022 | 2023  |
| ------------------------------------- | ---- | ---- | ----- | ---- | ---- | ----- | ---- | ----- | ---- | ---- | ----- |
| Classement mondial                    |      |      |       | 912e | 374e | 3272e | nc   | 1300e | nc   | nc   | 3301e |
| UCI Europe Tour                       | 461e | 253e | 1056e | 597e | 710e | 2151e | nc   | 994e  | nc   | nc   | nc    |
| UCI Asia Tour                         | nc   | nc   | 58e   | nc   | 36e  | nc    |      |       |      |      |       |
| UCI America Tour                      | nc   | nc   | 377e  | nc   | nc   | nc    |      |       |      |      |       |
|                                       |      |      |       |      |      |       |      |       |      |      |       |
| Légende : nc = non classéSource : UCI |      |      |       |      |      |       |      |       |      |      |       |